# Трамбауерсвил (Пенсилванија)
Трамбауерсвил (енгл. Trumbauersville) јесте град у америчкој савезној држави Пенсилванији.

## Демографија
Према попису из 2010. године, број становника је 974, што је 85 (–8%) становника мање него 2000. године.
| Група             | 2000.         | 2010.       |
| Белци             | 1.032 (97,5%) | 929 (95,4%) |
| Афроамериканци    | 6 (0,6%)      | 6 (0,6%)    |
| Азијати           | 7 (0,7%)      | 8 (0,8%)    |
| Хиспаноамериканци | 9 (0,8%)      | 30 (3,1%)   |
| Укупно            | 1.059         | 974         |